# Porsche 912
Porsche 912 är en sportbil, tillverkad av den tyska biltillverkaren Porsche mellan 1965 och 1969. Dessutom byggdes Porsche 912E speciellt för USA-marknaden under 1975 till 1976.

## Porsche 912
För att överbrygga den betydande prisskillnaden mellan Porsche 356 och den nya 911:an, introducerades den fyrcylindriga Porsche 912 i april 1965. Bilen var identisk med systermodellen 911, bortsett från motorn, som hämtades från företrädaren 356 SC. För att hålla nere priset var instrumentbrädan enklare än på 911:an, med bland annat färre instrument.
912:an utvecklades parallellt med den sexcylindriga systermodellen och i september 1965 kompletterades programmet med en Targa-modell, med avtagbar taksektion över framsätena. Hösten 1967 förlängdes hjulbasen, vilket förbättrade vägegenskaperna.
Produktionen upphörde hösten 1969, efter 30 300 tillverkade exemplar och 912:an ersattes av den enklare Porsche 914. Men modellen fick en ny chans sex år senare.
Porsche 914 blev ett försäljningsmässigt misslyckande på USA-marknaden och Porsche avslutade exporten över Atlanten hösten 1975. Den frontmotorförsedda Porsche 924 var ännu inte klar för produktion och i väntan på denna sålde Porsche modellen 912E, avsedd endast för USA, under modellåret 1976. 912E var försedd med tvålitersmotorn från 914-modellen och byggdes i 2 092 exemplar.

### Tekniska data
| Porsche 912:               | 912 (Coupé & Targa)                                      | 912E (Coupé) (Endast USA)                            |             |
| -------------------------- | -------------------------------------------------------- | ---------------------------------------------------- | ----------- |
| Motor:                     | 4-cyl boxermotor                                         | 4-cyl boxermotor                                     |             |
| Cylindervolym:             | 1582 cm³                                                 | 1972 cm³                                             |             |
| Borrning x slaglängd:      | 82,5 x 74 mm                                             | 94 x 71 mm                                           |             |
| Max effekt vid varvtal:    | 90 hk (DIN) vid 4 900 v/min                              | 86 hk (SAE) vid v/min                                |             |
| Kompression:               | 9,3 : 1                                                  | 7,6 : 1                                              |             |
| Ventilstyrning:            | Centralt liggande kamaxel, stötstänger                   | Centralt liggande kamaxel, stötstänger               |             |
| Kylning:                   | Luftkylning                                              | Luftkylning                                          | Luftkylning |
| Kraftöverföring:           | 4-växlad växellåda (5-växlad som tillval), bakhjulsdrift | 5-växlad växellåda, bakhjulsdrift                    |             |
| Hjulupphängning fram:      | Undre tvärlänkar, stötdämparben                          | Undre tvärlänkar, stötdämparben                      |             |
| Hjulupphängning bak:       | Fyrledad drivaxel, snett bakåtriktade triangellänkar     | Fyrledad drivaxel, snett bakåtriktade triangellänkar |             |
| Fjädring fram:             | Längsgående torsionsstavar                               | Längsgående torsionsstavar                           |             |
| Fjädring bak:              | Tvärliggande torsionsstavar                              | Tvärliggande torsionsstavar                          |             |
| Kaross:                    | Självbärande stålkaross                                  | Självbärande stålkaross                              |             |
| Hjulbas:                   | 2211 mm, från 1967: 2271 mm                              | 2271 mm                                              |             |
| Längd x bredd x höjd:      | 4163 x 1610 x 1320 mm                                    | 4291 x 1610 x 1320 mm                                |             |
| Tomvikt:                   | 970 kg                                                   | 1050 kg                                              |             |
| Topphastighet:             | 185 km/h                                                 | 177 km/h                                             |             |
| Acceleration 0 – 100 km/h: |                                                          | 13,5 s                                               |             |